# Ушаково (Каменська сільрада)
Ушаково (рос. Ушаково) — присілок в Богородському районі Нижньогородської області Російської Федерації.
Населення становить 13 осіб. Входить до складу муніципального утворення Каменська сільрада.

## Історія
Від 2004 року входить до складу муніципального утворення Каменська сільрада.

## Населення
| 1999 | 2002 | 2010 |
| ---- | ---- | ---- |
| 18   | ↗20  | ↘13  |